# Muscle аутомобил
 аутомобил (енгл. muscle car) је амерички израз за аутомобил високих перформанси. Меријам-вебстеров речник описује  аутомобил као „било коју групу аутомобила направљених са двоје врата и јаким моторима, дизајнираним за вожњу са високим перформансама”. Велики V8 мотори стављени у аутомобил са двоја врата и задњом вучом дизајнирани у скраћеној верзији или продуженој верзији предвиђеној за седање четворо људи или више путника. Продавани по повољним ценама,  аутомобили су у главном предвиђени за улицу и повремено аматерско тркање. Њихова производња је истанчана у два типа, спортских аутомобила и 2+2 ГТ-ова модела дизајнирана за развијање високих брзина и уличне трке. Развијени на сопственом тржишту,  аутомобили су се такође појављивали и од произвођача у Аустралији, Јужној Африци, Уједињеном Краљевству и другим местима.

## Галерија
-Ford Torino из 1970. г.
- Прва генерација